# Zespół Huntera
Zespół Huntera lub mukopolisacharydoza typu II – genetyczna choroba metaboliczna, wywoływana zaburzeniami metabolizmu kwaśnych mukopolisacharydów (glikozoaminoglikanów).
Zespół Huntera jest chorobą genetyczną dziedziczoną w sposób recesywny i sprzężony z płcią. Pierwsze objawy kliniczne pojawiają się około 2-3 roku życia i obejmują przede wszystkim głęboki deficyt aktywności jednego z enzymów lizosomalnych (sulfatazy iduronianu) z nadmiernym   wydalaniem mukopolisacharydów z moczem, powodując gromadzenie się nierozłożonych substratów, czego efektem jest powstawanie wtórnych zmian w obrębie komórek i tkanek.
Do objawów klinicznych zaliczają się powiększona wątroba i śledziona, uszkodzenie zastawek serca, uszkodzenie mięśnia sercowego, przepukliny pępkowe lub pachwinowe, przykurcze w stawach ze znacznym ograniczeniem ruchomości i deformacjami ich obrysów, nawracające infekcje górnych dróg oddechowych i ucha środkowego, niedosłuch lub głuchota.
Klinicznie wyróżnia się dwa podtypy:
- częstszy, z zajęciem ośrodkowego układu nerwowego i postępującym upośledzeniem fizycznym i umysłowym, często zakończony zgonem w okresie dziecięcym,
- rzadszy, bez lub z niewielkim upośledzeniem umysłowym, w którym chorzy dożywają 20-30 lat.

Leczenie obejmuje enzymatyczną terapię zastępczą, która zastąpiła leczenia objawowe.
W Europie zespół Huntera diagnozuje się u 1:72.000–1:132.000 dzieci płci męskiej, a Polsce u 1:100.000 do 1:150.000 żywych urodzeń i stanowi ok. 20% wszystkich przypadków mukopolisacharydoz.  